# Tyco Toys
Tyco Toys war ein US-amerikanischer Spielzeughersteller. Als Tyco am 27. März 1997 von Mattel aufgekauft wurde, war es das drittgrößte Spielzeugunternehmen in den USA und weltweit auf Platz 3.

## Geschichte
Tyco Toys war ein amerikanisches Spielzeugunternehmen, das von John Tyler unter dem Namen Mantua Metal Products in den frühen 1900er Jahren gegründet wurde. Es entwickelte sich zu einem Giganten in der Spielzeugindustrie und hatte einen erheblichen Einfluss mit seinen vielen Spielzeugmarken und den ferngesteuerten Autos der 1980er bis 2000er Jahren. Ursprünglich lag der Fokus auf Bausätzen für Modellbahnen im HO-Maßstab, die von Hobbyisten selbst gebaut wurden. Später wurde Tyco Industries gegründet, um sich auf eine völlig neue Reihe von vorgefertigten Modellbahnen und -sets im HO-Maßstab zu konzentrieren, die das Hobby revolutionieren sollten.
In den 1960er Jahren stieß Tyco mit zahlreichen HO-Slotcars und Slotcar-Sets auf den Trend auf und setzte dies bis in die 1990er Jahre fort, darunter die Tyco Pro- und Magnum 440X2-Chassis. In den 1980er Jahren begannen sie eine Zusammenarbeit mit dem japanischen Unternehmen Taiyo Toys, von dem sie schließlich einen erheblichen Anteil erwarben und begannen, dynamischere und leistungsstärkere ferngesteuerte Modelle herzustellen, angefangen beim legendären Tyco Turbo Hopper (auch bekannt als Taiyo Jet Hopper). Diese Modelle begannen, in Bezug auf Marktanteile, mit hochwertigen ferngesteuerten Modellen im Hobbybereich wie den von Tamiya verkauften Modellen in örtlichen Hobbygeschäften zu konkurrieren, aber zu einem Preis, der für Kaufhäuser und lokale Spielzeuggeschäfte geeignet war. Beliebte Modelle von Tyco RC waren der Turbo Hopper, der Baja Bandit, der Scorcher, der Fast Traxx und der Lamborghini Countach 9.6V Twin Turbo.
Andere mögen Tyco Toys für ihre traditionellen Spielzeuge und Spielzeugmarken wie Tickle Me Elmo, Matchbox, View-Master, Sesame Street, Magna Doodle, Dino Riders und die berüchtigten Tyco Super Blocks kennen. Ende der 1990er Jahre weckte ihr Erfolg das Interesse von Mattel, das sie 1997 übernahm und schließlich in seine Aktivitäten integrierte.
Obwohl das Unternehmen fast zwanzig Jahre lang seine Türen geschlossen hatte, sind Tyco Toys und Tyco RC heute bei Sammlern von alten Spielzeugen und bei RC-Enthusiasten beliebt.